# Bloch MB.151
Bloch MB.150 är ett franskt lågvingat jaktflygplan med infällbart landställ, utvecklat av Societe des Avions Marcel Bloch i en tävling som hölls av franska flygvapnet 1934 för att få fram nya jaktflygplan. Tävlingen vanns av Morane-Saulnier M.S.406 men utvecklingen fortsatte och man gjorde ett försök till provflygning 1936 men flygplanet kunde inte lyfta från marken. Efter att man hade åtgärdat flygplanets flygförmåga lyckades man flyga i oktober 1937.
När andra världskriget bröt ut hade franska flygvapnet 120 MB.150, dock var inte alla flygklara på grund av brist på sikten och propellrar.

## Användning
Under slaget om Frankrike flög 8 grupper (GC I/1, II/1, II/8, II/9, II/10, III/10, I/8 och III/9) med MB.151 och MB.152 men de stod sig dåligt mot Messerschmitt Bf 109. Av dem fortsatte 6 grupper att flyga i Vichy-franska flygvapnet fram till 1942 när enheten upplöstes. Grekland köpte 25 MB.151 men endast 9 levererades. De flög fram till 1941 när den sista blev nerskjuten.
Under andra världskriget sköt MB.152 ner totalt 188 flygplan, mot att ha förlorat 86 egna. Flygplanen visade sig ha stor motståndskraft mot skador och vara en bra vapenplattform. Tyvärr fanns problem med dålig manöverbarhet, tillförlitligheten på vapnen var dålig och räckvidden på 600 km var bristande.

## Varianter
MB.150En MB.150.01 prototyp
MB.151
- MB.151.01 - en prototyp, första flygning 18 augusti 1938
- MB.151.C1 - produktionsmodell, 144 byggda.

MB.152
- MB.152.01 - en prototyp
- MB.152.C1 - uppgraderad version, tillverkad parallellt med 151.C1 (482 byggda)

MB.153En MB.153.01 prototyp med Pratt & Whitney R-1830 Twin Wasp motor
MB.154Föreslagen version med Wright R-1820 Cyclone motor, inga byggda.
MB.155
- MB.155.01 - en prototyp, ombyggd från en MB.152. Första flygning april 1940.
- MB.155.C1 - produktionsversion (35 byggda)

MB.156Föreslagen version med Gnome-Rhône 14R motor, inga byggda.
MB.157Prototyp av avancerad modell, konverterad från MB.152 och utrustad med en 1,580 hk Gnome-Rhône 14R-4 motor. Första flygning mars 1942.
-Speyer, DE

## Operatörer
Frankrike
 Tyskland
 Grekland
 Polen
 Rumänien